# Старе Храпово
Старе Храпово (пол. Stare Chrapowo) — село в Польщі, у гміні Белиці Пижицького повіту Західнопоморського воєводства.
Населення — 129 осіб (2011).
У 1975-1998 роках село належало до Щецинського воєводства.

## Демографія
Демографічна структура станом на 31 березня 2011 року:
|          | Загалом | Допрацездатний вік | Працездатний вік | Постпрацездатний вік |
| -------- | ------- | ------------------ | ---------------- | -------------------- |
| Чоловіки | 71      | 19                 | 46               | 6                    |
| Жінки    | 58      | 10                 | 37               | 11                   |
| Разом    | 129     | 29                 | 83               | 17                   |